# Ernst Fegté
Ernst Fegté est un directeur artistique allemand né le 28 septembre 1900 à Hambourg (alors dans l'Empire allemand) et mort le 15 décembre 1976 à Los Angeles (Californie).

## Biographie
Ernst Fegté étudie l'art à l'Université de Hambourg avant d'entamer une carrière de dessinateur pour divers directeurs artistiques et de décorateur. Malheureusement la filmographie de cette période européenne reste inconnue. Au début des années 1930, il est engagé par Paramount et travaille d'abord à New York puis très rapidement à Hollywood.
Il collabore avec Hans Dreier, le directeur artistique de Paramount, et travaille sur des films d'Ernst Lubitsch, René Clair, Preston Sturges ou Billy Wilder. Fegté quitte Paramount au milieu des années 1940 pour devenir indépendant, mais il rencontre moins de succès qu'auparavant. Il prend sa retraite en 1960.

## Filmographie

### Cinéma (sélection)
- 1930 : L'Explorateur en folie (Animal Crackers) de Victor Heerman
- 1936 : Le général est mort à l'aube (The General Died at Dawn) de Lewis Milestone
- 1942 : Jordan le révolté (Lucky Jordan) de Frank Tuttle
- 1942 : Madame et ses flirts (The Palm Beach Story) de Preston Sturges
- 1942 : Ma femme est une sorcière (I Married a Witch) de René Clair
- 1942 : Au pays du rythme (Star Spangled Rhythm) de George Marshall
- 1943 : Les Cinq Secrets du désert (Five Graves to Cairo) de Billy Wilder
- 1943 : Riding High de George Marshall
- 1944 : La Princesse et le Pirate (The Princess and the Pirate) de David Butler
- 1944 : L'aventure vient de la mer (Frenchman's Creek) de Mitchell Leisen
- 1944 : La Falaise mystérieuse (The Uninvited) de Lewis Allen
- 1944 : Miracle au village (The Miracle of Morgan's Creek) de Preston Sturges
- 1945 : Dix Petits Indiens (And Then There Were None) de René Clair
- 1948 : Tous les maris mentent (An Innocent Affair) de Lloyd Bacon
- 1950 : Destination... Lune ! (Destination Moon) d'Irving Pichel
- 1956 : L'Attaque du Fort Douglas (Mohawk) de Kurt Neumann
- 1960 : Le Voyageur de l'espace (Beyond the Time Barrier) d'Edgar G. Ulmer

### Télévision
- 1952-1953 : Superman (7 épisodes)
- 1953 : Your Jeweler's Showcase (6 épisodes)
- 1953 : General Electric Theater (5 épisodes)
- 1953-1954 : Cavalcade of America (9 épisodes)
- 1954 : The Bing Crosby Show
- 1955-1956 : Medic (18 épisodes)
- 1957 : The Christophers (1 épisode)
- 1957-1958 : Challenge of the Yukon (26 épisodes)
- 1958 : Tarzan and the Trappers

## Distinctions
Oscar des meilleurs décors

### Récompenses
- en 1946 pour L'aventure vient de la mer

### Nominations
- en 1944 pour Les Cinq Secrets du désert
- en 1945 pour La Princesse et le Pirate
- en 1951 pour Destination... Lune !